# مارسلا کلوستربور
مارسلا کلوستربور (انگلیسی: Marcela Kloosterboer؛ زادهٔ ۵ ژوئیهٔ ۱۹۸۳) بازیگر و خواننده اهل آرژانتین است. وی از سال ۱۹۹۵ میلادی تاکنون مشغول فعالیت بوده است.